# Homolobus flagitator
Homolobus flagitator är en stekelart som först beskrevs av Curtis 1837.  Homolobus flagitator ingår i släktet Homolobus och familjen bracksteklar. Enligt den finländska rödlistan är arten otillräckligt studerad i Finland. Arten är reproducerande i Sverige. Artens livsmiljö är friska och lundartade moar. Inga underarter finns listade i Catalogue of Life.